# 総合職
総合職（そうごうしょく）は、総合的な能力を要する基幹的業務に従事する企業の正社員のことである。事技職と呼ぶ業界もある。職種別採用、職務給制度の欧米には存在しない概念である。

## 総合職と一般職（現業職）
総合職は、管理職及び将来管理職となることを期待された幹部候補の正社員である。役務は非定型的であり、企業が享受する具体的な利益（主に金銭面）を考慮した上で名目上はあらゆる役務に臨機応変に対応する実務能力が要求されるとされている。
総合職に対して、一般職・現業職と呼ばれる職掌がある。ここでいう一般職は、一般事務などの定型的・補助的な業務を担う正社員である。現業職は、技能職・技術職・専門職などさまざまな呼び方があり、具体的には工場におけるライン作業、設備保全、プログラマー（コーダー）、設計者、経理、財務、調剤など専門業務に従事する正社員である。場合によっては難度の高い有資格者もいる。
一般職と現業職は、支社（支店）や工場などの事業所単位で採用される。原則として転居を伴う異動はない。
このような区別が必要とされるのは、男女雇用機会均等法の施行により、労働者に対する男女差別が明文で禁止されたためである。かつては男性を基幹的業務、女性を補助的業務として区別し業務に従事させるということが広く行われていたが、同法の施行後は、女性従業員を女性であるという理由だけで補助的業務に就かせることができなくなったため、男女別ではない総合職と一般職という区分が設けられるようになった。

## 総合職の勤務地
総合職は、業務の必要に応じて転居を伴う転勤や出向がある。
企業によっては、総合職とは別に、地域限定総合職として勤務地を限定した総合職を設定することがある。

## 派遣社員の総合職採用
本来、定型的業務を担うべき派遣社員に総合職と同等のフットワークと職責を求めてこれを雇い入れるケースもある。
不況下において正社員を新規に雇用する余裕の無い企業が、短期的な労働力として派遣社員を総合職と同様のポジションに配属するケースが少なくなく、これは場合によっては派遣法に抵触する可能性もあり、企業・労働者双方において注意が必要である。